# Казоли (Лука)
Казоли је насеље у Италији у округу Лука, региону Тоскана.
Према процени из 2011. у насељу је живело 388 становника. Насеље се налази на надморској висини од 485 м.